# Näsviken, Hudiksvalls kommun
Näsviken är ett brukssamhälle och tätort  i Hudiksvalls kommun, Hälsingland.  

## Historia
Näsviken var från början namnet på den järnvägsstation som anlades vid Dellensjöarnas utlopp när järnvägen från Hudiksvall förlängdes hit 1874. Idag har namnet överförts på den tätort som vuxit fram här, innefattande delar av byarna Byberg, Hamre, Övernäs och Böle. Namnet Näsviken är taget från en vik som ligger utmed ett näs i Södra Dellen. Järnvägen (Dellenbanan) är liksom järnvägsstationen numera nedlagd men utnyttjas sommartid av Dellenbanans vänner för dressinuthyrning.
Genom Näsviken går Tamms kanal som leder till två numera nedlagda slussar i närheten. Denna vattenled byggdes av Per Adolf Tamm för malmfrakt med ångbåt till Movikens masugn vid Norrdellen. Slussen invigdes 1860.

### Befolkningsutveckling
| Befolkningsutvecklingen i Näsviken 1950–2020 | Befolkningsutvecklingen i Näsviken 1950–2020 | Befolkningsutvecklingen i Näsviken 1950–2020 | Befolkningsutvecklingen i Näsviken 1950–2020 | Befolkningsutvecklingen i Näsviken 1950–2020 |
| -------------------------------------------- | -------------------------------------------- | -------------------------------------------- | -------------------------------------------- | -------------------------------------------- |
|                                              |                                              |                                              |                                              |                                              |
| År                                           |                                              |                                              | Folkmängd                                    | Areal (ha)                                   |
| 1950                                         | 1950                                         |                                              | 911                                          |                                              |
| 1960                                         | 1960                                         |                                              | 821                                          |                                              |
| 1965                                         | 1965                                         |                                              | 875                                          |                                              |
| 1970                                         | 1970                                         |                                              | 935                                          |                                              |
| 1975                                         | 1975                                         |                                              | 969                                          |                                              |
| 1980                                         | 1980                                         |                                              | 1 017                                        |                                              |
| 1990                                         | 1990                                         |                                              | 988                                          | 182                                          |
| 1995                                         | 1995                                         |                                              | 991                                          | 183                                          |
| 2000                                         | 2000                                         |                                              | 979                                          | 184                                          |
| 2005                                         | 2005                                         |                                              | 977                                          | 184                                          |
| 2010                                         | 2010                                         |                                              | 924                                          | 183                                          |
| 2015                                         | 2015                                         |                                              | 910                                          | 183                                          |
| 2020                                         | 2020                                         |                                              | 967                                          | 186                                          |
|                                              |                                              |                                              |                                              |                                              |

## Idrott
Näsviken har en bred fotbollsverksamhet, och är troligen mest känd för att Tomas Brolin startade sin karriär i Näsvikens IK.